# Zofia Lewakowska
Zofia Lewakowska, swoje prace sygnowała też jako Z. Lewakowska (ur. 1892 we Lwowie (?), zm. 6 sierpnia 1950 w Szczecinie) – polska dziennikarka, redaktorka i tłumaczka literatury francuskiej.

## Życiorys

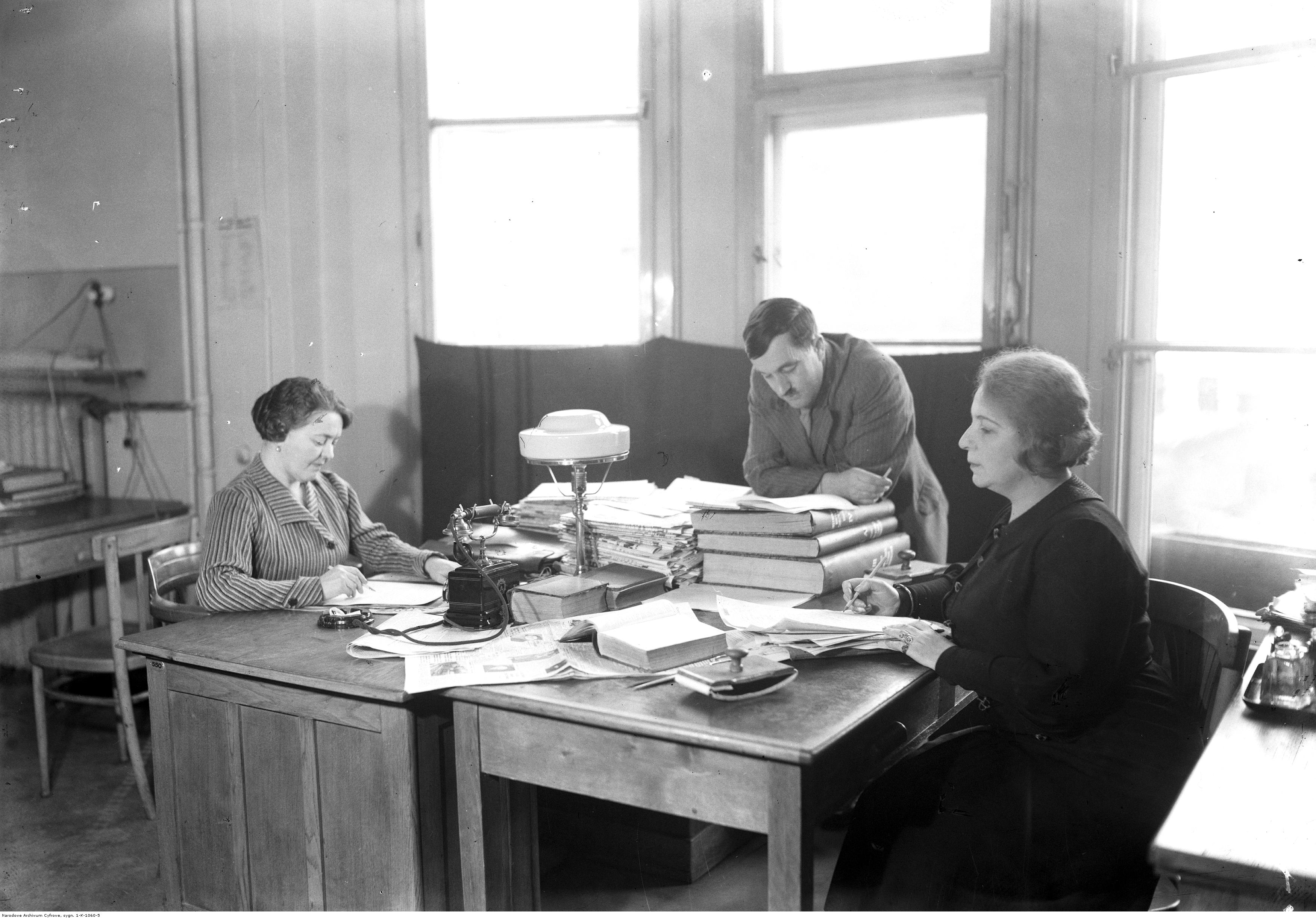
Redakcja IKC, od lewej: Zofia Lewakowska, Ludwik Tomanek, Maria Manberowa; 1935.

Pochodziła ze Lwowa. Po przeniesieniu się do Krakowa, najpierw pracowała jako redaktorka w Gońcu Krakowskim. W owym czasie zajmowała się także tłumaczeniem literatury francuskojęzycznej.
Potem przeniosła się do Ilustrowanego Kuriera Codziennego, gdzie prowadziła dział kobiecy, któremu poświęcona była całostronicowa wkładka Kurier  Kobiecy, ukazująca się raz w tygodniu.
Był to pierwszy tego typu cotygodniowy dodatek w polskiej prasie i niemal od razu zyskał ogromną popularność, wypierając z rynku wiele ukazujących się regularnie wydawnictw modowych czy poradnikowych.
Według opisu poety Jalu Kurka, redaktorka Zofia Lewakowska była to:

... dystyngowana lwowianka, małomówna, drobnej statury, błyskająca zza okularów spojrzeniem pełnym dobroci.

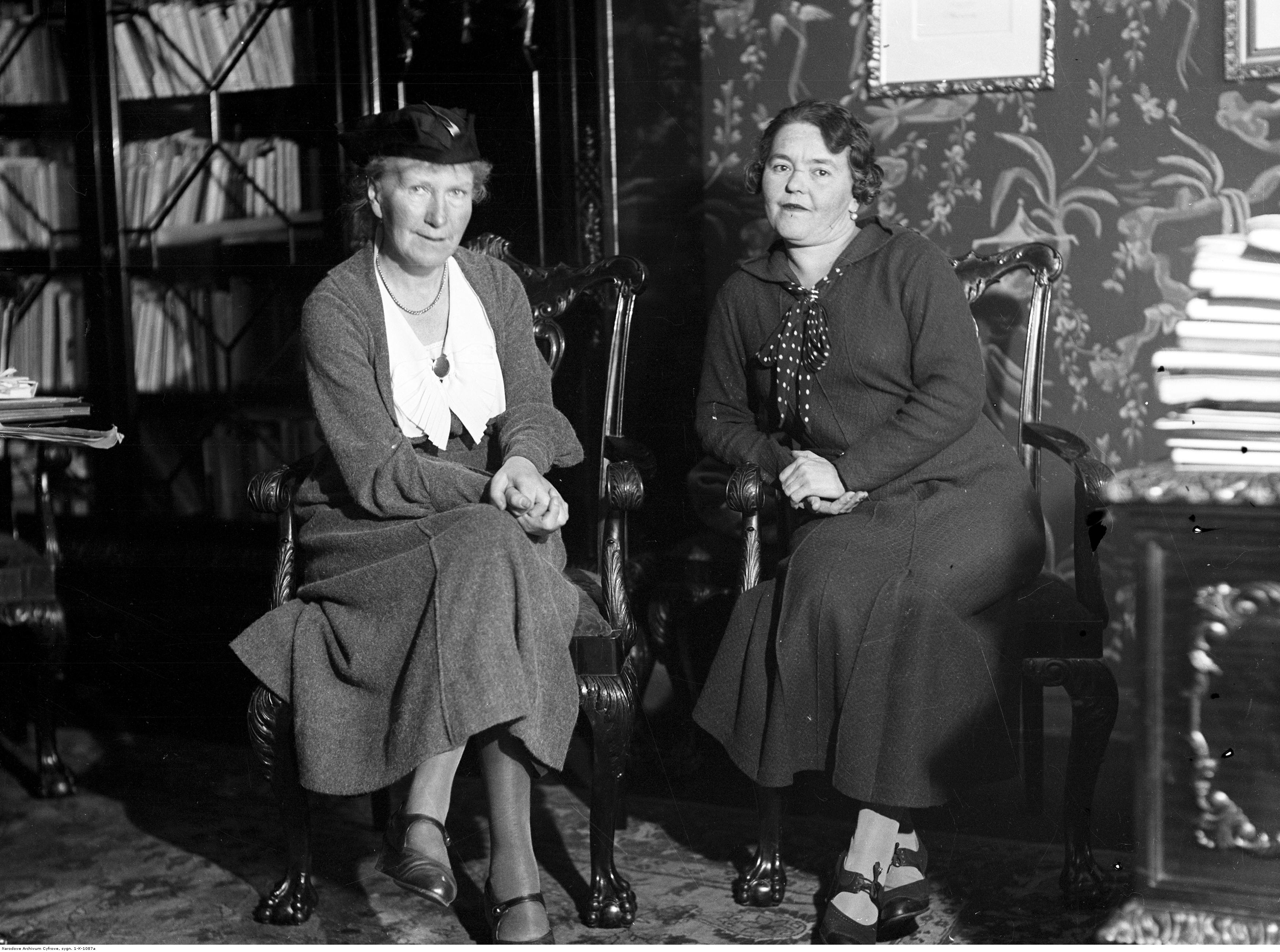
Wizyta szwajcarskiej działaczki feministycznej Emilii Gourd w siedzibie IKC. Emilia Gourd (z lewej) i red. Zofia Lewakowska; listopad 1935

W owym czasie była już znaną i cenioną krakowską dziennikarką i brała udział w wielu spotkaniach i rozmowach z wybitnymi polskimi i zagranicznymi przedstawicielkami świata kultury i polityki (m.in. z austriacką śpiewaczką operetkową Mią Handel, polską śpiewaczką Jadwigą Lachowską, szwajcarską działaczką feministyczną Emilie'ą Gourd, polską aktorką teatralną Wandą Siemaszkową, czy też włoską śpiewaczką operową pochodzenia rosyjskiego Xenią Belmas).
Należała do grona najbliższych przyjaciół malarza Wlastimila Hofmana i jego żony Ady, często odwiedzała ich w krakowskim domu, a potem także w Szklarskiej Porębie. Była autorką artykułów o twórczości  Hofmana i wielbicielką jego obrazów.
Jej pracę dziennikarską przerwała II wojna światowa, a po wojnie nie zajmowała się już pracą zawodową. W 1950 przebywała u siostry Jadwigi Miczyńskiej w Szczecinie. Tamże w drodze na koncert Ewy Bandrowskiej-Turskiej wpadła pod tramwaj. Zmarła w szpitalu następnego dnia 6 sierpnia 1950, na skutek obrażeń wewnętrznych.

## Przekłady
Przełożyła na język polski m.in.:
- Dom ludzi żyjących (przekład z 1919) – powieść Claude'a Farrère'a
- Piekło (przekład z 1919) – powieść Henriego Barbusse
- Odłamek pocisku (przekład z 1920) – powieść Maurice'a Leblanca